# Дефо, Уиллем
Уи́льям Джеймс (Уи́ллем) Дефо́ (англ. William James (Willem) Dafoe; род. 22 июля 1955, Аплтон) — американский актёр. Четырёхкратный номинант на премию «Оскар», пятикратный номинант на премию Американской Гильдии киноактёров и четырёхкратный номинант на премию «Золотой глобус», номинант на награду Британской киноакадемии и обладатель Кубка Вольпи за лучшую мужскую роль.
Получил всемирное признание благодаря роли сержанта армии США Гордона Элайаса в фильме «Взвод» (1986), а также благодаря своим главным и второстепенным ролям в таких картинах, как «Миссисипи в огне» (1988), «Последнее искушение Христа» (1988), «Английский пациент» (1996), «Святые из Бундока» (1999), «Тень вампира» (2000), «Не пойман — не вор» (2006), «Отель „Гранд Будапешт“» (2014) и роли Нормана Озборна / Зелёного гоблина в трилогии о Человеке-пауке. Актёр снимается как в высокобюджетных блокбастерах, так и в артхаусных проектах.

## Биография
Дефо родился в городе Аплтон, штат Висконсин, в семье хирурга Уильяма Альфреда Дефо и медсестры Мюриэль Изабел. У актёра английские, французские, немецкие, ирландские и шотландские корни. Седьмой ребёнок в семье с восемью детьми, лишь он один решил избрать артистическую стезю — остальные стали адвокатами или медиками. Изучал драматическое искусство в Висконсинском университете в Милуоки, не доучившись, отправился на гастроли с авангардным театром «Theatre X». После четырёх лет гастролей по США и Европе обосновался в Нью-Йорке и стал членом театральной труппы «The Performance Group», позже преобразованной в The Wooster Group.
Первую роль Дефо сыграл в 1980 году в фильме Майкла Чимино «Врата рая», однако кадры с его участием были вырезаны. По-настоящему первым появлением на большом экране для Дефо стала драма Кэтрин Бигелоу «Без Любви», в которой он исполнил роль лидера банды байкеров. После этого последовали роли в «Улицах в огне» Уолтера Хилла и «Жить и умереть в Лос-Анджелесе» Уильяма Фридкина. Однако всемирную известность Дефо принёс «Взвод» Оливера Стоуна. Военная драма была признана лучшим фильмом года, а актёр получил свою первую номинацию на «Оскар». В 1988 году Дефо сыграл одну из своих главных ролей — актёр предстал в образе Иисуса в противоречивой драме Мартина Скорсезе «Последнее искушение Христа». Также в 1989 году Дефо рассматривался на роль Джокера в фильме Тима Бёртона «Бэтмен». Сценарист «Бэтмена» Сэм Хэмм отмечал: «Дефо был рождён сыграть роль Джокера». Но роль всё же отдали Джеку Николсону.
В конце 1980-х—первой половине 1990-х Дефо можно было видеть как в главных ролях, так и ролях второго плана. На его счёту работы с такими режиссёрами, как Алан Паркер, Дэвид Линч, Вим Вендерс. В 1996 году снялся у Энтони Мингеллы в «Английском пациенте». Экранизация романа Майкла Ондатже заработала в мировом прокате свыше 200 миллионов долларов и получила девять «Оскаров». Одну из ярчайших своих ролей Дефо исполнил в культовой криминальной комедии «Святые из Бундока». Фильм Троя Даффи получил низкие оценки критиков и так и не вышел в широкий прокат, однако после выпуска на видео заработал в США около 50 млн долларов и приобрёл культовый статус.
В 2001 году актёр получил свою вторую номинацию на «Оскар», на этот раз за роль Макса Шрека в экстравагантной «Тени вампира» Э. Элиаса Мериджа. Дефо также был номинирован на «Золотой глобус» и получил премии «Сатурн», Fantasporto и «Независимый дух». Увидев Дефо в этой картине, продюсеры пригласили его на место главного злодея в «Человека-паука». Роль Зелёного гоблина стала одной из визитных карточек актёра. После Человека-паука актёр продолжил чередовать крупные студийные проекты и авторское кино, а также главные роли с эпизодическими появлениями на экране. В 2000-е годы Уиллем работал с такими постановщиками, как Абель Феррара, Вернер Херцог, Уэс Андерсон, Ларс Фон Триер, Спайк Ли, Тео Ангелопулос.
В 2013 году Дефо озвучил, а также предоставил свою внешность для главного героя видеоигры «Beyond: Two Souls» доктора Нейтана Докинза.
В 2014 году вошёл в состав жюри 67-го Каннского кинофестиваля. В этом же году с участием Уиллема Дефо вышла мелодрама «Виноваты звёзды», где он сыграл вымышленного писателя, «Отель „Гранд Будапешт“», байопик «Пазолини», в котором он исполнил роль легендарного итальянского кинорежиссёра — Пьера Паоло Пазолини, шпионский триллер «Самый опасный человек» и боевик «Джон Уик».
За роль в фильме «Проект «Флорида»» (2017) Дефо был номинирован на Премию Оскар в категории «Лучшая мужская роль второго плана». Также, в 2017 году вышла картина Убийство в «Восточном экспрессе», снятая по одноимённому роману Агаты Кристи, в которой Дефо исполнил роль профессора Герхарда Хардмана, одного из пассажиров поезда.
3 сентября 2018 года в рамках официального конкурса 75-го Венецианского кинофестиваля состоялась премьера фильма «Ван Гог. На пороге вечности». За исполнение роли Винсента Ван Гога, знаменитого художника, Уиллем Дефо получил Кубок Вольпи. Кроме того, за главную роль в картине актёр номинирован на «Золотой глобус». Фильм вышел в российский прокат 7 февраля 2019 года.
В декабре 2018 года Дефо появился в фантастическом боевике «Аквамен» в компании Джейсона Момоа, Эмбер Хёрд, Дольфа Лундгрена и Николь Кидман. В 2019 году актёра можно было увидеть в фильмах «Сиротский Бруклин» и «Маяк».
В феврале 2021 года стало известно, что Дефо присоединился к работе над фильмом Йоргоса Лантимоса «Бедные-несчастные». 12 июля 2021 года на Каннском кинофестивале состоялась мировая премьера новой картины Уэса Андерсона «Французский вестник. Приложение к газете «Либерти. Канзас ивнинг сан»», в которой Дефо исполнил небольшую роль. В 2021 году вышел триллер Пола Шредера «Холодный расчёт» при участии Уиллема Дефо. Также он вернулся к роли Зелёного гоблина (Нормана Озборна) в фильме «Человек-паук: Нет пути домой».
В январе 2024 года Дефо получил именную звезду на «Аллее славы» в Голливуде.

## Театральные работы
- «Жизнь и смерть Марины Абрамович» — экспериментальная опера на основе биографии мастера перформанса Марины Абрамович. Премьера состоялась в феврале 2011 года на международном фестивале в Манчестере[англ.].
- «Старуха» — спектакль в жанре физического театра по одноимённому произведению Даниила Хармса. Совместная работа (постановка, сценография, концепция света) режиссёра Роберта Уилсона, актёра Уиллема Дефо и танцовщика Михаила Барышникова. Премьера состоялась 4 июля 2013 года на международном фестивале в Манчестере[10].

## Личная жизнь
У Уиллема Дефо есть сын Джек (род. 1982), рождённый от театрального режиссёра Элизабет ЛеКомпт, с которой Дефо прожил 27 лет, не состоя в браке. С ней Дефо основал прославившуюся труппу «The Wooster Group».
С 2005 года Дефо женат на итальянской актрисе и режиссёре Джаде Колагранде (род. 1975). Помимо американского, имеет также итальянское гражданство.
Его брат, Дональд Дефо, хирург и исследователь.
Дефо — пескетарианец. Он не ест мясо, так как считает, что «животноводческие фермы являются одной из основных причин разрушения планеты». Ежедневно практикует аштанга-йогу.

## Фильмография
| Год  |     | Русское название                                                      | Оригинальное название                    | Роль                                |
| ---- | --- | --------------------------------------------------------------------- | ---------------------------------------- | ----------------------------------- |
| 1980 | ф   | Врата рая                                                             | Heaven's Gate                            | мужчина                             |
| 1982 | ф   | Без любви                                                             | The Loveless                             | Вэнс                                |
| 1983 | ф   | Голод                                                                 | The Hunger                               | второй парень в телефонной будке    |
| 1984 | ф   | Закусочная на шоссе 66                                                | Roadhouse 66                             | Джонни Харт                         |
| 1984 | ф   | New York Nights                                                       | New York Nights                          | бойфренд                            |
| 1984 | ф   | Улицы в огне                                                          | Streets of Fire                          | Рэйвен Шэдок                        |
| 1985 | ф   | Жить и умереть в Лос-Анджелесе                                        | To Live and Die in L.A.                  | Эрик «Рик» Мастерс                  |
| 1986 | с   | Автостопщик                                                           | The Hitchhiker                           | Джеффри Хант                        |
| 1986 | ф   | Взвод                                                                 | Platoon                                  | сержант Гордон Элайас               |
| 1988 | ф   | Без предела                                                           | Off Limits                               | Бак Макгрифф                        |
| 1988 | ф   | Последнее искушение Христа                                            | The Last Temptation of Christ            | Иисус Христос                       |
| 1988 | ф   | Миссисипи в огне                                                      | Mississippi Burning                      | агент Алан Уэрд                     |
| 1989 | ф   | Триумф духа                                                           | Triumph Of The Spirit                    | Саламо Арух                         |
| 1989 | ф   | Рождённый четвёртого июля                                             | Born on the Fourth of July               | Чарли                               |
| 1990 | ф   | Плакса                                                                | Cry-Baby                                 | Злобный охранник                    |
| 1990 | ф   | Дикие сердцем                                                         | Wild At Heart                            | Бобби Перу                          |
| 1991 | мтф | Рыбалка с Джоном                                                      | Fishing with John                        | в роли самого себя                  |
| 1991 | ф   | Полёт «Интрудера»                                                     | Flight of the Intruder                   | лейтенант Вирджил «Тигр» Коул       |
| 1992 | ф   | Белые пески                                                           | White Sands                              | Заместитель шерифа Рэй Долзэл       |
| 1992 | ф   | Чуткий сон                                                            | Light Sleeper                            | Джон Летур                          |
| 1993 | ф   | Тело как улика                                                        | Body of Evidence                         | Фрэнк Дулани                        |
| 1993 | ф   | Небо над Берлином 2                                                   | Faraway, So Close!                       | Эмит Флести                         |
| 1994 | ф   | Том и Вив                                                             | Tom & Viv                                | Том Элиот                           |
| 1994 | ф   | Прямая и явная угроза                                                 | Clear and Present Danger                 | Джон Кларк                          |
| 1995 | ф   | Победа                                                                | Victory                                  | Эксл Хейс                           |
| 1995 | ф   | Ночь и мгновение                                                      | The Night and the Moment                 | писатель                            |
| 1996 | ф   | Баския                                                                | Basquiat                                 | электрик                            |
| 1996 | ф   | Английский пациент                                                    | The English Patient                      | Дэвид Караваджо                     |
| 1997 | мс  | Симпсоны                                                              | The Simpsons                             | начальник военной школы             |
| 1997 | ф   | Скорость 2: Контроль над круизом                                      | Speed 2: Cruise Control                  | Джон Джиджер                        |
| 1998 | док |                                                                       | What Is Yoga?                            | рассказчик                          |
| 1998 | ф   | Скорбь                                                                | Affliction                               | Ролф Уайтхаус                       |
| 1998 | ф   | Где ты, Лулу?                                                         | Lulu on the Bridge                       | доктор Вэн Хорн                     |
| 1998 | ф   | Отель «Новая роза»                                                    | New Rose Hotel                           | Икс                                 |
| 1999 | ф   | Экзистенция                                                           | eXistenZ                                 | Гас                                 |
| 1999 | ф   | Святые из Бундока                                                     | The Boondock Saints                      | агент ФБР Пол Смекер                |
| 2000 | ф   | Американский психопат                                                 | American Psycho                          | детектив Дональд Кимбалл            |
| 2000 | ф   | Зверофабрика                                                          | Animal Factory                           | Эрл Коупен                          |
| 2000 | ф   | Тень вампира                                                          | Shadow of the Vampire                    | Макс Шрек / граф Орлок              |
| 2000 | ф   | Тореадор                                                              | Bullfighter                              | отец Рамирес                        |
| 2001 | ф   | Участь женщины                                                        | Pavilion of Women                        | отец Андре                          |
| 2001 | ф   | Лики смерти                                                           | Edges of the Lord                        | священник                           |
| 2002 | ф   | Автофокус                                                             | Auto Focus                               | Джон Карпентер                      |
| 2002 | ф   | Человек-паук                                                          | Spider-Man                               | Норман Озборн / Зелёный гоблин      |
| 2002 | ки  | Spider-Man                                                            | Spider-Man                               | Норман Озборн / Зелёный гоблин      |
| 2003 | ки  | James Bond 007: Everything or Nothing                                 | James Bond 007: Everything or Nothing    | Николай Дьяволо                     |
| 2003 | мф  | В поисках Немо                                                        | Finding Nemo                             | Жабр                                |
| 2003 | ф   | День расплаты                                                         | The Reckoning                            | Мартин                              |
| 2003 | ф   | Однажды в Мексике                                                     | Once Upon a Time in Mexico               | Армандо Барильо                     |
| 2003 | ф   | Camel Cricket City                                                    | Camel Cricket City                       | Camel Cricket                       |
| 2004 | ф   | Расчёт                                                                | The Clearing                             | Арнольд Мэк                         |
| 2004 | ф   | Человек-паук 2                                                        | Spider-Man 2                             | Норман Озборн / Зелёный гоблин      |
| 2004 | ф   | Водная жизнь Стива Зиссу                                              | The Life Aquatic with Steve Zissou       | Клаус Дэмлер                        |
| 2004 | ф   | Контроль                                                              | Control                                  | Доктор Майкл Коупленд               |
| 2004 | ф   | Авиатор                                                               | The Aviator                              | Роланд Свит                         |
| 2005 | ф   | Три икса 2: Новый уровень                                             | xXx: State of the Union                  | генерал Джордж Деккерт              |
| 2005 | ф   | Мандерлей                                                             | Manderlay                                | отец Грэйс                          |
| 2005 | ф   | Чёрная вдова                                                          | The Black Widow                          | Лесли                               |
| 2005 | ф   | Возвращение мистера Рипли                                             | Ripley Under Ground                      | Нил Марчисон                        |
| 2006 | ф   | Американская мечта                                                    | American Dreamz                          | главный из персонала                |
| 2006 | ф   | Не пойман — не вор                                                    | Inside Man                               | капитан Джон Дариус                 |
| 2006 | мф  | Сказания Земноморья                                                   | Tales from Earthsea                      | Коб                                 |
| 2006 | ф   | Париж, я люблю тебя                                                   | Paris, je t'aime                         | ковбой                              |
| 2007 | ф   | Эскорт для дам                                                        | The Walker                               | сенатор Ларри Локнер                |
| 2007 | ф   | Мистер Бин на отдыхе                                                  | Mr. Bean's Holiday                       | Карсон Клэй                         |
| 2007 | ф   | Человек-паук 3: Враг в отражении                                      | Spider-Man 3                             | Норман Озборн / Зелёный гоблин      |
| 2007 | ф   | Сказки стриптиз-клуба                                                 | Go Go Tales                              | Рэй Руби                            |
| 2007 | ф   | Анаморф                                                               | Anamorph                                 | детектив Стэн Орби                  |
| 2008 | ф   | Светлячки в саду                                                      | Fireflies in the Garden                  | Чарльз Уичтер                       |
| 2008 | ф   | Воскрешённый Адам                                                     | Adam Resurrected                         | комендант Кляйн                     |
| 2008 | ф   | Пыль времени                                                          | The Dust of Time                         | А                                   |
| 2009 | ф   | Антихрист                                                             | Antichrist                               | Он                                  |
| 2009 | мф  | Бесподобный мистер Фокс                                               | Fantastic Mr. Fox                        | Крыса                               |
| 2009 | ф   | История одного вампира                                                | Cirque du Freak: The Vampire's Assistant | Гэвнер Пёрл                         |
| 2009 | ф   | Святые из Бундока 2: День всех святых                                 | The Boondock Saints II: All Saints Day   | агент ФБР Пол Смекер                |
| 2010 | ф   | Воины света                                                           | Daybreakers                              | Элвис                               |
| 2010 | ф   | Мой сын, мой сын, что ты наделал                                      | My Son, My Son, What Have Ye Done?       | детектив Хейвенхерст                |
| 2010 | ф   | Прощальное дело                                                       | L'affaire Farewell                       | Фини                                |
| 2010 | ф   | Мирал                                                                 | Miral                                    | Эдди                                |
| 2011 | ф   | Охотник                                                               | The Hunter                               | Мартин                              |
| 2011 | ф   | 4:44. Последний день на Земле                                         | 4:44 Last Day on Earth                   | Сиско                               |
| 2012 | ф   | Джон Картер                                                           | John Carter                              | Тарс Таркас                         |
| 2012 | мф  | Дикое стадо                                                           | The Wild Bunch                           | Филд Маршалл                        |
| 2013 | ф   | Странный Томас                                                        | Odd Thomas                               | Уайатт Портер                       |
| 2013 | ф   | Из пекла                                                              | Out of the Furnace                       | Джон Петти                          |
| 2013 | ки  | Beyond: Two Souls                                                     | Beyond: Two Souls                        | доктор Нейтан Докинз                |
| 2013 | кор | Человек-улыбка                                                        | The Smile Man                            | В главных ролях                     |
| 2013 | кор | Спасти Нормана                                                        | Saving Norman                            | Лайонел                             |
| 2013 | кор | Механика любви                                                        | Love's Routine                           | Барри                               |
| 2013 | ф   | Нимфоманка                                                            | Nymphomaniac                             | Эл                                  |
| 2014 | ф   | Перекрёстный огонь                                                    | Bad Country                              | Бад Картер                          |
| 2014 | ф   | Отель «Гранд Будапешт»                                                | The Grand Budapest Hotel                 | Дж. Джоплинг                        |
| 2014 | ф   | Самый опасный человек                                                 | A Most Wanted Man                        | Томми Брю                           |
| 2014 | ф   | Джон Уик                                                              | John Wick                                | Маркус                              |
| 2014 | ф   | Пазолини                                                              | Pasolini                                 | Пьер Паоло Пазолини                 |
| 2014 | ф   | Виноваты звёзды                                                       | The Fault in Our Stars                   | Питер Ван Хутен                     |
| 2014 | мс  | Симпсоны                                                              | The Simpsons                             | мистер Лэссен                       |
| 2015 | док |                                                                       | Fukushima: A Nuclear Story               | рассказчик                          |
| 2016 | кор | Щель                                                                  | Щель                                     | в главной роли                      |
| 2016 | мф  | В поисках Дори                                                        | Finding Dory                             | Жабр                                |
| 2016 | ф   | Великая стена                                                         | The Great Wall                           | Баллард                             |
| 2016 | ф   | Охотник с Уолл-стрит                                                  | A Family Man                             | Эд Блэкридж                         |
| 2017 | ф   | Проект «Флорида»                                                      | The Florida Project                      | Бобби                               |
| 2017 | ф   | Убийство в «Восточном экспрессе»                                      | Murder on the Orient Express             | Герхард Хардман                     |
| 2017 | док |                                                                       | Mountain                                 | рассказчик                          |
| 2017 | док |                                                                       | Do Donkeys Act?                          | рассказчик                          |
| 2017 | ф   | Тетрадь смерти                                                        | Death Note                               | Рюк                                 |
| 2017 | ф   | Тайна 7 сестёр                                                        | What happened to Monday                  | Терренс Сеттман                     |
| 2018 | ф   | Ван Гог. На пороге вечности                                           | At Eternity's Gate                       | Винсент Ван Гог                     |
| 2018 | ф   | Голос люкс                                                            | Vox Lux                                  | рассказчик                          |
| 2018 | ф   | Аквамен                                                               | Aquaman                                  | Нуйдис Вулко                        |
| 2019 | ф   | Сиротский Бруклин                                                     | Motherless Brooklyn                      | Пол Рэндольф                        |
| 2019 | ф   | Маяк                                                                  | The Lighthouse                           | Томас Уэйк                          |
| 2019 | ф   | Последнее, чего он хотел                                              | The Last Thing He Wanted                 | Ричард Макмэн                       |
| 2019 | ф   | Того                                                                  | Togo                                     | Леонард Сеппала                     |
| 2020 | ф   | Сибирь                                                                | Siberia                                  | Клинт                               |
| 2021 | ф   | Лига справедливости Зака Снайдера                                     | Zack Snyder's Justice League             | Нуйдис Вулко                        |
| 2021 | ф   | Холодный расчёт                                                       | Card Counter                             | майор Джон Гордо                    |
| 2021 | ф   | Французский вестник. Приложение к газете «Либерти. Канзас ивнинг сан» | The French Dispatch                      | заключённый                         |
| 2021 | ф   | Аллея кошмаров                                                        | Nightmare Alley                          | Клем Хотли                          |
| 2021 | ки  | 12 минут                                                              | Twelve Minutes                           | полицейский                         |
| 2021 | ф   | Человек-паук: Нет пути домой                                          | Spider-Man: No Way Home                  | Норман Озборн / Зелёный гоблин      |
| 2022 | ф   | Варяг                                                                 | The Northman                             | Хеймир                              |
| 2022 | ф   | Умереть за доллар                                                     | Dead for a Dollar                        | Джо Криббенс                        |
| 2023 | ф   | Внутри                                                                | Inside                                   | Немо                                |
| 2023 | ф   | Город астероидов                                                      | Asteroid City                            | Зальцбург Кейтель                   |
| 2023 | ф   | Бедные-несчастные                                                     | Poor Things                              | доктор Годвин Бакстер               |
| 2023 | ф   | Аквамен и потерянное царство                                          | Aquaman and the Lost Kingdom             | Нуйдис Вулко                        |
| 2023 | ф   | Долгожданный рассвет                                                  | Finalmente l’alba                        | Руфус Приори                        |
| 2023 | ф   | Девушка-гонзо                                                         | Gonzo Girl                               | Уокер Рид                           |
| 2024 | ф   | Виды доброты                                                          | Kinds of Kindness                        | Рэймонд / Джордж / Оми              |
| 2024 | ф   | Битлджус Битлджус                                                     | Beetlejuice Beetlejuice                  | Вулф Джексон                        |
| 2024 | ф   | Носферату                                                             | Nosferatu                                | профессор Альбин Эберхарт фон Франц |
| 2025 | ф   | Очи                                                                   | The Legend Of Ochi                       | Максим                              |
| 2025 | ф   | Финикийская схема                                                     | The Phoenician Scheme                    | обвинитель                          |
| 2025 | ф   | Вечеринка в честь дня рождения                                        | The Birthday Party                       | Маркос Тимолеон                     |
| 2026 | ф   | Тенцинг                                                               | Tenzing                                  | Джон Хант                           |
|      | ф   | Тропико                                                               | Tropico                                  | Раймонд Санс                        |

## Награды и номинации
| Год  | Название                         | Награда                                       | Категория                                  | Результат           |
| ---- | -------------------------------- | --------------------------------------------- | ------------------------------------------ | ------------------- |
| 1987 | Взвод                            | «Оскар»                                       | Лучшая мужская роль второго плана          | Номинация           |
| 1987 | Взвод                            | «Независимый дух»                             | Лучшая мужская роль                        | Номинация           |
| 1991 | Дикие сердцем                    | «Независимый дух»                             | Лучшая мужская роль второго плана          | Номинация           |
| 1994 | Тело как улика                   | «Золотая малина»                              | Худшая мужская роль                        | Номинация           |
| 1995 | Чуткий сон                       | «Сан-Жорди»                                   | Лучший иностранный актёр                   | Награда             |
| 1997 | Английский пациент               | Премия Гильдии киноактёров США                | Лучший актёрский состав в игровом кино     | Номинация           |
| 1998 | Скорость 2: Контроль над круизом | «Золотая малина»                              | Худшая мужская роль второго плана          | Номинация           |
| 2001 | Тень вампира                     | «Сатурн»                                      | Лучший киноактёр второго плана             | Награда             |
| 2001 | Тень вампира                     | «Независимый дух»                             | Лучшая мужская роль второго плана          | Награда             |
| 2001 | Тень вампира                     | «Спутник»                                     | Лучший актёр второго плана                 | Награда             |
| 2001 | Тень вампира                     | «Fantasporto»                                 | Лучший актёр                               | Награда             |
| 2001 | Тень вампира                     | Кинофестиваль в Сиджесе                       | Лучший актёр                               | Награда             |
| 2001 | Тень вампира                     | Международный кинофестиваль в Форт-Лодердейле | Премия за выдающиеся творческие достижения | Награда             |
| 2001 | Тень вампира                     | Ассоциация кинокритиков Лос-Анджелеса         | Лучшая мужская роль второго плана          | Награда             |
| 2001 | Тень вампира                     | Общество кинокритиков Финикса                 | Лучшая мужская роль второго плана          | Награда             |
| 2001 | Тень вампира                     | «Оскар»                                       | Лучшая мужская роль второго плана          | Номинация           |
| 2001 | Тень вампира                     | «Золотой глобус»                              | Лучшая мужская роль второго плана          | Номинация           |
| 2001 | Тень вампира                     | Премия Гильдии киноактёров США                | Лучшая мужская роль второго плана          | Номинация           |
| 2001 | Тень вампира                     | «Chlotrudis»                                  | Лучшая мужская роль второго плана          | Номинация           |
| 2001 | Тень вампира                     | Ассоциация кинокритиков Чикаго                | Лучшая мужская роль второго плана          | Номинация           |
| 2001 | Тень вампира                     | New York Film Critics Circle                  | Лучшая мужская роль второго плана          | Номинация           |
| 2001 | Тень вампира                     | Ассоциация кинокритиков Лас-Вегаса            | Лучшая мужская роль второго плана          | Номинация           |
| 2001 | Тень вампира                     | Ассоциация кинокритиков Далласа—Форт-Уэрта    | Лучшая мужская роль второго плана          | Номинация (3 место) |
| 2001 | Тень вампира                     | Общество онлайн-кинокритиков                  | Лучшая мужская роль второго плана          | Номинация           |
| 2001 | Тень вампира                     | Общество кинокритиков Сан-Диего               | Лучшая мужская роль второго плана          | Номинация           |
| 2003 | Человек-паук                     | MTV Movie Awards                              | Лучший кинозлодей                          | Номинация           |
| 2003 | Человек-паук                     | Сообщество онлайн-кинокритиков Нью-Йорка      | Лучшая мужская роль второго плана          | Номинация           |
| 2010 | Антихрист                        | «Роберт»                                      | Лучший актёр                               | Номинация           |
| 2010 | Антихрист                        | «Бодиль»                                      | Лучшая мужская роль                        | Награда             |
| 2015 | Отель «Гранд Будапешт»           | Премия Гильдии киноактёров США                | Лучший актёрский состав в игровом кино     | Номинация           |
| 2017 | Проект «Флорида»                 | Национальный совет кинокритиков США           | Лучшая мужская роль второго плана          | Награда             |
| 2017 | Проект «Флорида»                 | New York Film Critics Circle                  | Лучшая мужская роль второго плана          | Награда             |
| 2017 | Проект «Флорида»                 | Ассоциация кинокритиков Лос-Анджелеса         | Лучшая мужская роль второго плана          | Награда             |
| 2017 | Проект «Флорида»                 | Общество кинокритиков Детройта                | Лучшая мужская роль второго плана          | Награда             |
| 2017 | Проект «Флорида»                 | Сетевые кинокритики Нью-Йорка                 | Лучшая мужская роль второго плана          | Награда             |
| 2017 | Проект «Флорида»                 | Общество кинокритиков Сан-Франциско           | Лучшая мужская роль второго плана          | Награда             |
| 2017 | Проект «Флорида»                 | Общество кинокритиков Бостона                 | Лучшая мужская роль второго плана          | Награда             |
| 2017 | Проект «Флорида»                 | Gotham Awards                                 | Лучший актёр                               | Номинация           |
| 2017 | Проект «Флорида»                 | Ассоциация кинокритиков Вашингтона            | Лучшая мужская роль второго плана          | Номинация           |
| 2018 | Проект «Флорида»                 | Critics’ Choice Movie Awards                  | Лучшая мужская роль второго плана          | Номинация           |
| 2018 | Проект «Флорида»                 | «Золотой глобус»                              | Лучшая мужская роль второго плана          | Номинация           |
| 2018 | Проект «Флорида»                 | Премия Гильдии киноактёров США                | Лучшая мужская роль второго плана          | Номинация           |
| 2018 | Проект «Флорида»                 | «Спутник»                                     | Лучшая мужская роль второго плана          | Номинация           |
| 2018 | Проект «Флорида»                 | BAFTA                                         | Лучшая мужская роль второго плана          | Номинация           |
| 2018 | Проект «Флорида»                 | «Оскар»                                       | Лучшая мужская роль второго плана          | Номинация           |
| 2018 | Ван Гог. На пороге вечности      | «Кубок Вольпи»                                | Лучшая мужская роль                        | Награда             |
| 2018 | Ван Гог. На пороге вечности      | Сообщество кинокритиков Флориды               | Лучшая мужская роль                        | Номинация           |
| 2018 | Ван Гог. На пороге вечности      | Сообщество кинокритиков Сан-Франциско         | Лучшая мужская роль                        | Номинация           |
| 2018 | Ван Гог. На пороге вечности      | «Спутник»                                     | Лучшая мужская роль — драма                | Номинация           |
| 2018 | Ван Гог. На пороге вечности      | Ассоциация кинокритиков Сенит-Луиса           | Лучшая мужская роль                        | Номинация           |
| 2018 | Ван Гог. На пороге вечности      | Ассоциация кинокритиков Торонто               | Лучшая мужская роль                        | Номинация           |
| 2019 | Ван Гог. На пороге вечности      | «Золотой глобус»                              | Лучшая мужская роль — драма                | Номинация           |
| 2019 | Ван Гог. На пороге вечности      | Critics’ Choice Movie Awards                  | Лучшая мужская роль                        | Номинация           |
| 2019 | Ван Гог. На пороге вечности      | «Оскар»                                       | Лучшая мужская роль                        | Номинация           |
| 2019 | Маяк                             | «Спутник»                                     | Лучший актёр второго плана                 | Награда             |
| 2019 | Маяк                             | «Общество кинокритиков Детройта»              | Лучшая мужская роль второго плана          | Номинация           |
| 2020 | Маяк                             | Critics’ Choice Movie Awards                  | Лучшая мужская роль второго плана          | Номинация           |
| 2020 | Маяк                             | «Готэм»                                       | Лучший актёр                               | Номинация           |
| 2020 | Маяк                             | «Независимый дух»                             | Лучшая мужская роль второго плана          | Награда             |
| 2022 | Человек-паук: Нет пути домой     | MTV Movie Awards                              | Лучший кинозлодей                          | Номинация           |
| 2024 | Бедные-несчастные                | «Золотой глобус»                              | Лучшая мужская роль второго плана          | Номинация           |
| 2024 | Бедные-несчастные                | Премия Гильдии киноактёров США                | Лучшая мужская роль второго плана          | Номинация           |